# Živko Popovski
Živko Popovski (1934 — 2007) foi um arquiteto macedônio.